# Liste der Komponisten/P

## Pa
- Hermann Pabel (1901–1945)
- Luis de Pablo (1930–2021)
- Asprilio Pacelli (um 1570 – 1623)
- Carl Theodorus Pachelbel (1690–1750)
- Johann Pachelbel (1653–1706)
- Karlmann Pachschmidt (1700–1734)
- Antonio Maria Pacchioni (1654–1738)
- Giovanni Pacini (1796–1867)
- Fredrik Pacius (1809–1891)
- Cornelis Thymanszoon Padbrué (1592–1670)
- Ignacy Paderewski (1860–1941)
- Juan Gutiérrez de Padilla (um 1590 – 1664)
- Bartolino da Padova (um 1365–um 1405)
- Annibale Padovano (1527–1575)
- Ivan Padovec (1800–1873)
- Jaime Padrós (1926–2007)
- Newton Pádua (1894–1966)
- Giuseppe Antonio Paganelli (1710–1783)
- Niccolò Paganini (1782–1840)
- Younghi Pagh-Paan (* 1945)
- Giovanni Maria Pagliardi (1637–1702)
- John Knowles Paine (1839–1906)
- Jacques Paisible (um 1650 – 1721)
- Louis-Henry Paisible (1745–1781)
- Giovanni Paisiello (1740–1816)
- Heliodoro de Paiva (1502–1552)
- Sachari Paliaschwili (1871–1933)
- Antonio Palella (1692–1761)
- José Gil de Palomar (um 1730–1796)
- Johann Gottfried Wilhelm Palschau (1741–1815)
- Stefan Paluselli (1748–1805)
- Leonhard Paminger (1495–1567)
- Giovanni Pierluigi da Palestrina (um 1525 – 1594)
- Selim Palmgren (1878–1951)
- Giovanni Antonio Pandolfi (1624 – um 1687)
- Cenobio Paniagua (1821–1882)
- Andrzej Panufnik (1914–1991)
- Giuseppe Paolucci (1726–1776)
- Yannis Papaioannou (1910–1989)
- Boris Papandopulo (1906–1991)
- Jean Papineau-Couture (1916–2000)
- Guido Papini (1847–1912)
- Raoul Paquet (1893–1946)
- Maria Theresia Paradis (1759–1824)
- Graciela Paraskevaidis (1940–2017)
- Andrew Parcham (um 1700)
- André Parfenov (* 1972)
- Ivan Parík (1936–2005)
- Elias Parish-Alvars (1808–1849)
- Alessandro Parisotti (1853–1913)
- Horatio Parker (1863–1919)
- James Cutler Dunn Parker (1828–1916)
- Gustavo Parra Arévalo (* 1963)
- Ben Parry (* 1965)
- Hubert Parry (1848–1918)
- Giovanni Domenico Partenio auch Domenico Zuane (1633–1701)
- Arvo Pärt (* 1935)
- Harry Partch (1901–1974)
- Thomas Pasatieri (* 1945)
- Antonio Pasculli (1842–1924)
- Giordano Passetto (um 1484–1557), ital. Komponist der Renaissance
- Georg Pasterwiz (1730–1803)
- Andrei Philippowitsch Pashchenko (1885–1972)
- Marc’Antonio Pasqualini (1614–1691)
- Bernardo Pasquini (1637–1710)
- Casimir von Pászthory (1886–1966)
- Pierre Paubon (1910–1995)
- Jiři Pauer (1919–2007)
- Werner Pauli (* 1930)
- Holger Simon Paulli (1810–1891)
- Conrad Paumann (um 1410 – 1473)
- Emil Paur (1855–1932)
- Stephen Paxton (1735–1787)
- Nicolas Payen (1512–1559)
- Juan Carlos Paz (1897–1972)

## Pe
- James Peace (* 1963)
- Franz Pecháček (1793–1840)
- André Péchon (≈1600–≈1652)
- Mogens Pedersøn (≈1585–1623)
- Teodorico Pedrini (1671–1746)
- Martin Peerson (1572–1651)
- Flor Peeters (1903–1986)
- Carlo Pedini (* 1956)
- Joseph Pehrson (1950–2020)
- Nikolai Peiko (1916–1995)
- César Guerra Peixo (1914–1993)
- Dora Pejačević (1885–1923)
- Domenico Pellegrini (≈1620–≈1650)
- Ferdinando Pellegrini (≈1715–≈1766)
- Vincenzo Pellegrini (≈1562–1630)
- Romain Pelletier (1875–1953)
- Romain-Octave Pelletier (1843–1927)
- Pietro Pelli (im 17. Jahrhundert)
- Victor Pelissier (≈1755–≈1820)
- Carlos Pemberton (* 1932)
- Raimundo Penaforte (* 1961)
- Krzysztof Penderecki (1933–2020)
- Manuel Penella (1880–1939)
- Smith Newell Penfield (1837–1920)
- Lorenzo Penna (1613–1693)
- Francesco Pennisi (1934–2000)
- Clermont Pépin (1926–2006)
- August Pepöck (1887–1967)
- Ernst Pepping (1901–1981)
- Johann Christoph Pepusch (1667–1752)
- Ernst Perabo (1845–1920)
- Davide Perez (1711–1778)
- Giovanni Battista Pergolesi (1710–1736)
- Jacopo Peri (1561–1633)
- Albert Périlhou (1848–1936)
- Ionel Perlea (1900–1970)
- João Pernambuco (1883–1947)
- Fulgenzio Perotti (im 18. Jahrhundert)
- Frédéric Perreten (* 1978)
- Julien Perrichon (1566–≈1600)
- Jean Perrin (1920–1989)
- Giovanni Perroni (1688–1748)
- Giuseppe Maria Perrone (vor 1700)
- Matteo di Perugia (≈1370–≈1418)
- Piotr Perkowski (1901–1990)
- Pérotin (wirkte um 1200)
- Giacomo Antonio Perti (1661–1756)
- Giovanni Battista Pescetti (≈1704–1766)
- Martino Pesenti (≈1600–1647)
- Michele Pesenti (≈1470–≈1524)
- Gérard Pesson (* 1958)
- Johann Friedrich Peter (1746–1813)
- Norbert Walter Peters (* 1954)
- Gregor Peters-Rey (* 1966)
- David Petersen (≈1651–1715)
- Ralf Petersen (1938–2018)
- Wilhelm Petersen (1890–1957)
- Wilhelm Peterson-Berger (1867–1942)
- Jean-Louis Petit (* 1937)
- Vincenzo Petrali (1830–1889)
- Goffredo Petrassi (1904–2003)
- Francesco Petrini (1744–1819)
- Henri Petrini (≈1775–≈1800)
- Francesco Petrobelli (≈1620–1695)
- Emil Petrovics (1930–2011)
- Vilém Petrželka (1889–1967)
- Allan Pettersson (1911–1980)
- Christian Petzold (1677–1733)
- Andreas Pevernage (1543–1591)
- Johann Baptist Peyer (≈1680–1733)
- Johann Christoph Pez (1664–1716)

## Pf
- Georges Jean Pfeiffer (1835–1908)
- Johann Pfeiffer (1697–1761)
- Hugo Pfister (1914–1969)
- Hans Pfitzner (1869–1949)
- Augustin Pfleger (1635–1686)
- Ferdinand Pfohl (1862–1949)

## Ph
- Pierre Phalese (* um 1510 – 1573)
- Mrs Philarmonica (Pseudonym um 1715)
- André Danican Philidor (1652–1730)
- François-André Danican Philidor (1726–1795)
- Michel I Danican Philidor (1580–1651)
- Michel II Danican Philidor (1610–1679)
- Jean Danican Philidor (1610–1679)
- Jacques Danican Philidor (1657–1708)
- Pierre Danican Philidor (1681–1731)
- Anne Danican Philidor (1681–1728)
- Michel III Danican Philidor (1683–1723)
- Franz Philipp (1890–1972)
- Peter Philips (1561–1628)

## Pi
- Alfredo Piatti (1822–1901)
- Romano Antonio Piacentino (18. Jahrhundert)
- Giovanni Antonio Piani (1678–nach 1759)
- Gaetano Piantanida (1768–1835)
- Giovanni Piantanida (1706–1773)
- Francesco de Piantanida (vor 1730–1785)
- Gaetano Piazza (1725–1775)
- Carlo Piazzi (1645–1709)
- Astor Piazzolla (1921–1992)
- Karel František Pič (1786–1858)
- Alessandro Piccinini (1566–1638?)
- Niccolò Piccinni (1728–1800)
- Václav Pichl (1741–1805)
- Placido Pichler (1721–1796)
- Eustache Picot (um 1575–1651)
- Gabriel Pierné (1863–1937)
- Paul Pierné (1874–1952)
- Giuseppe Pietri (1886–1946)
- Tredici Pietro (* 1997)
- Karol Pietrowski (um 1760 bis nach 1800)
- Pietro Romulo Pignatta (um 1660-nach 1700)
- Francis Pigott  (um 1665 bis 1704)
- Willem Pijper (1894–1947)
- Francis Pilkington (ca. 1565–1638)
- Germain Pinel (um 1600–1664)
- Giovanni Battista Pinello di Ghirardi (um 1544–1587)
- Roberto Pineda Duque (1910–1977)
- Matthias Pintscher (* 1971)
- Christoforo Piochi (um 1600 bis um 1675)
- Matthaeus Pipelare (um 1500)
- Ljubomir Pipkow (1904–1974)
- Maurice Pirenne (1928–2008)
- Charles Piroye (um 1668/72 bis um 1717/30)
- Alexander Iwanowitsch Pirumow (1930–1995)
- Diego Pisador (um 1510 bis nach 1557)
- Maurizio Pisati (* 1959)
- Josef Pischna (1826–1896)
- Johann Georg Pisendel (1687–1755)
- Francesco Antonio Pistocchi (1659–1726)
- Walter Piston (1894–1976)
- Carlfriedrich Pistor (1884–1969)
- Francesco Piticchio (um 1760 bis um 1800)
- Giovanni Pittoni (1630–1677)
- Karl Piutti (1846–1902)
- Ildebrando Pizzetti (1880–1968)
- Carlo Alberto Pizzini (1905–1981)

## Pl
- Joan Baptista Pla (1720–1773)
- Robert Planel (1908–1994)
- Jean Planson (1559–1611)
- Francis Planté (1839–1934)
- Nicolas-Joseph Platel (1777–1835)
- Charles-Henri Plantade (1764–1839)
- Raymond Platel (1906–1999)
- Horst Platen (1884–1964)
- Giovanni Benedetto Platti (1697–1763)
- Leopold von Plawenn (1630–1682)
- Ignaz Pleyel (1757–1831)
- Juan Bautista Plaza (1898–1965)
- Schanna Plijewa (1948–2023)
- Jean-Marie Plum (1899–1944)

## Po
- Jan Podbielski (um 1680–1730)
- Christian Wilhelm Podbielski (1740–1792)
- Ludvík Podéšt (1921–1968)
- Alessandro Poglietti († 1683)
- Guillaume Poitevin (1646–1706)
- Jakub Polak (Jakub Reys; um 1545 – um 1605)
- Angelo Poliziano (1454–1494)
- Antonio Pollarolo (1676–1746)
- Carlo Francesco Pollarolo (um 1653–1723)
- Giovanni Battista Polledro (1781–1853)
- Francesco Pollini (Komponist, 1762) (1762–1846), italienischer Komponist und Pianist
- Francesco Pollini (Komponist, 1832) (1832–1871), Schweizer Komponist
- Pierre-Louis Pollio (1724–1796)
- Victor Poltoratsky (1949–1985)
- Manuel María Ponce (1882–1948)
- Amilcare Ponchielli (1834–1886)
- Pietro Ponzio (1532–1595)
- Anthony Poole (um 1629–1692)
- Marcel Poot (1901–1988)
- Doru Popovici (1932–2019)
- Gawriil Nikolajewitsch Popow (1904–1972)
- Stefan Bolesław Poradowski (1902–1967)
- Nicola Porpora (1686–1768)
- Domenico Porretti (1709–1783)
- Ennio Porrino (1910–1959)
- Giovanni Giacomo Porro (um 1590–1656)
- Pierre-Jean Porro (1750–1831)
- Giuseppe Porsile (1680–1750)
- Ercole Porta (1585–1630)
- Leo Portnoff (1875–1940)
- Marcos António Portugal (1762–1830)
- Ciprian Porumbescu (1853–1883)
- José Posada-Charrúa (* 1940)
- Isaak Posch (um 1565 – um 1623)
- Pellegrino Possenti (1597–1649)
- Franz Alexander Pössinger (1767–1827)
- William H. Potstock (1872–1941)
- Francis Poulenc (1899–1963)
- Schahram Poursoudmand
- Henri Pousseur (1929–2009)
- Joseph Pouteau de Forqueray (1739–1823)
- John Powell (1882–1963)
- Teobaldo Power (1848–1884)

## Pr
- Gerhard Präsent (* 1957)
- Battista Pradal (* 1964)
- Almeida Prado (1943–2010)
- Hieronymus Praetorius (1560–1629)
- Hieronymus (III) Praetorius (1614–1629)
- Jacob Praetorius der Ältere (um 1520–1586)
- Jacob Praetorius der Jüngere (1586–1651)
- Michael Praetorius (1571–1621)
- Johann Praetorius (1595–1660)
- Alessio Prati (1750–1788)
- Catharina Josepha Pratten, bekannt als Madame Sidney Pratten, (1821–1895)
- Jan Josef Praupner (1751–1818)
- Václav Josef Bartoloměj Praupner (1745–1807)
- Natalja Prawossudowitsch (1899–1988)
- Giacomo Cesare Predieri (1671–1753)
- Luca Antonio Predieri (1688–1767)
- Peter Prelleur (1705–1741)
- Volkhardt Preuß (* 1961)
- André Prévost (1934–2001)
- Jean-Baptiste Prin (um 1669 bis nach 1742)
- Wolfgang Caspar Printz (1641–1717)
- Johannes Prioris (um 1460 bis um 1514)
- Gwyn Pritchard (* 1948)
- Giovanni Priuli (um 1575–1626)
- Heinrich Proch (1809–1878)
- Sergej Prokofjew (1891–1953)
- Josef Proksch (1794–1864)
- Catherine-Joseph-Ferdinand Girard de Propiac (1759–1823)
- John Propitius (* 1953)
- Ignazio Prota (1690–1748)
- Tommaso Prota (um 1727 – um 1768)
- Ebenezer Prout (1835–1909)
- Francesco Provenzale (1624–1704)
- Filippo Prover (1727–1774)
- Pierre Prowo (1697–1757)
- François Prume (1816–1849)

## Pu
- Giacomo Puccini (1858–1924)
- Juan Manuel de la Puente (1692–1753)
- Friedrich Pütz (* 1950)
- Marco Pütz (* 1958)
- Gaetano Pugnani (1731–1798)
- Henriette Puig-Roget (1910–1992)
- Gabriello Puliti (um 1580–1643)
- Emilio Pujol (1886–1980)
- Máximo Diego Pujol (* 1957)
- Josie Mallia Pulvirenti (1896–1964)
- Giovanni Punto (1746–1803)
- Giuseppe Puppo (1749–1827)
- Daniel Purcell (1663–1717)
- Edward Purcell (1689–1740)
- Henry Purcell (1659–1695)
- Josef Puschmann (1738–1794)

## Py
- Tauno Pylkkänen (1918–1980)